# Oleśnica (województwo małopolskie)
Oleśnica – wieś w Polsce położona w województwie małopolskim, w powiecie dąbrowskim, w gminie Olesno.
| SIMC    | Nazwa    | Rodzaj    |
| ------- | -------- | --------- |
| 0825456 | Kozubów  | część wsi |
| 0825462 | Piaski   | część wsi |
| 0825479 | Żabieńko | część wsi |

W latach 1975–1998 miejscowość położona była w województwie tarnowskim.